# Kardonikskaja
Kardonikskaja (ros. Кардоникская) – stanica w Rosji, w Karaczajo-Czerkiesji, w rejonie zielenczuckim. W 2010 liczyła 7091 mieszkańców.